# Student.com
Student.com é o maior mercado de acomodações para estudantes que ajuda os mesmos a encontrar acomodações residenciais. A empresa se diferencia dos outros mercados imobiliários, concentrando-se no mercado inexplorado de acomodações para estudantes, conectando estudantes a proprietários profissionais; identificar e explorar um nicho no mercado imobiliário. O Student.com foi fundado por Luke Nolan em 2011, com Shakil Khan e John-Paul Jones ingressando em 2014. A empresa está sediada em Dubai, com escritórios no Reino Unido, China, Hong Kong, Estados Unidos e Austrália.

## História da empresa

### Começo
A empresa foi fundada inicialmente em 2011 como Overseas Student Living por Luke Nolan. Depois de trabalhar na China por vários anos, Nolan era chamado regularmente por seus amigos chineses para ajudar a recomendar acomodações para estudantes que estudavam nos EUA, Reino Unido e Austrália. Reconhecendo que muitas outras pessoas, especialmente estudantes, estavam enfrentando problemas semelhantes, Nolan percebeu que havia um mercado potencial on-line de acomodações para estudantes que poderia ajudar a conectar estudantes com proprietários profissionais confiáveis para suas necessidades de acomodação. Em 2014, juntou-se a ele outros co-fundadores Shakil Khan, que conheceu Nolan 10 anos antes em Xangai, e John-Paul Jones. A empresa renomeou-se como Student.com em 2015 para se concentrar na expansão global e contratou uma equipe de agentes de reservas multilíngues.

### Crescimento e financiamento
Em 2015, a empresa viu 110 milhões de dólares em reservas, listando propriedades em 426 cidades nas proximidades de 1.000 universidades. A empresa levantou um financiamento combinado das séries B e C de 60 milhões de dólares em 2016, liderado por VY Capital, Horizons Ventures, Expa, Daniel Ek e Martin Lorentzon, fundadores do Spotify e Hugo Barra da Xiaomi.

## Produtos e recursos
As listagens no Student.com são exibidas em um mapa interativo subdividido por diferentes bairros. A plataforma ajuda na busca de acomodação para estudantes internacionais que precisam garantir uma base para seus estudos à distância. O site atribui o usuário a um consultor de reserva pessoal, que entra em contato com o aluno para verificar seus detalhes e necessidades, incluindo escolha de quarto, companheiro de quarto, duração da locação, preço e status do estudante. O serviço é gratuito para os estudantes e recebe sua comissão como um corte nas reservas. Em abril de 2016, a Forbes revelou que o investidor bilionário Jim Breyer investiu um valor não divulgado no Student.com.